# Johnston Forbes-Robertson

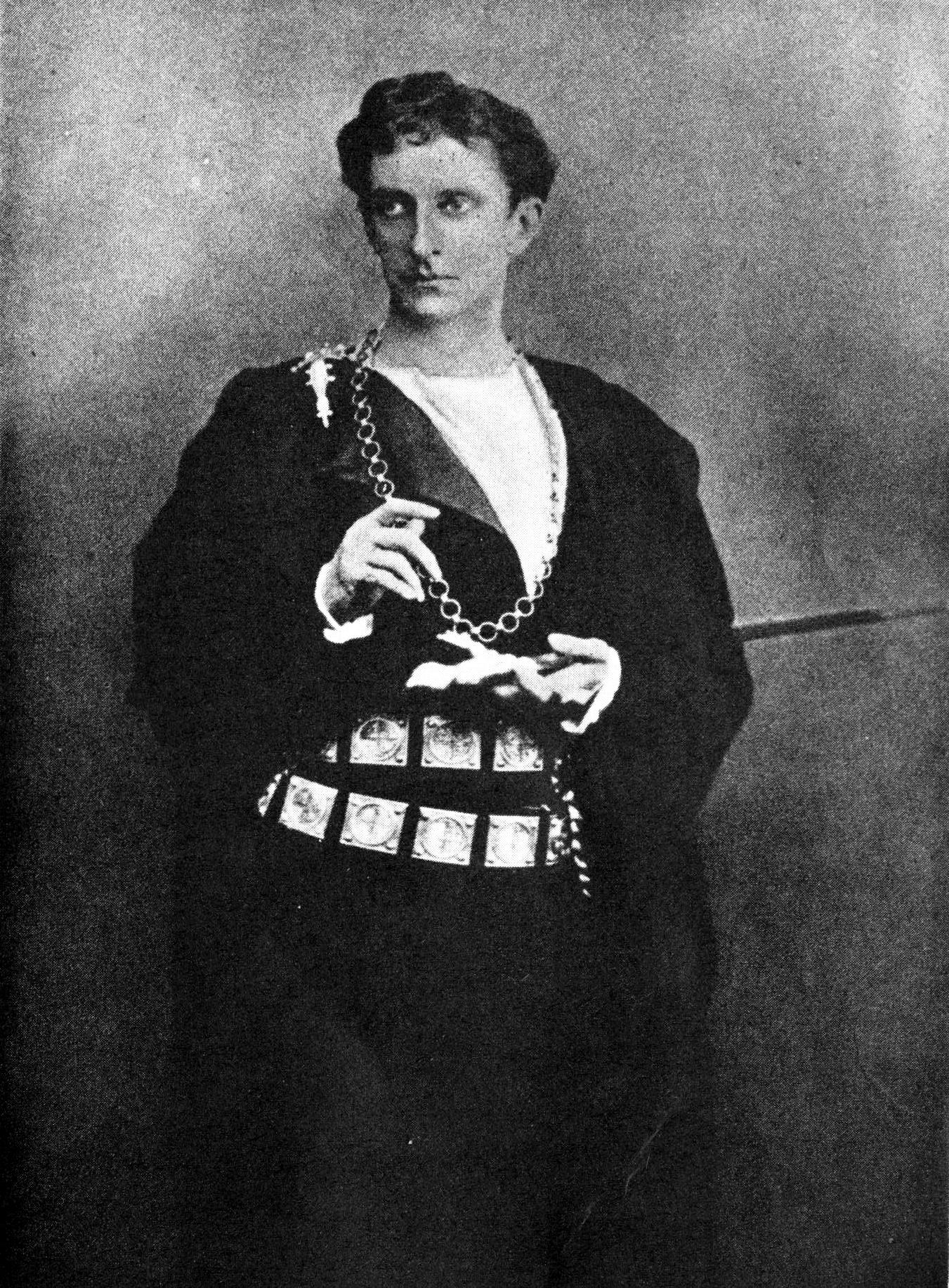
Johnston Forbes-Robertson als Hamlet, 1897.

Sir Johnston Forbes-Robertson (* 16. Januar 1853 in London; † 6. November 1937 in St. Margaret’s Bay, Dover) war ein bedeutender englischer Theaterschauspieler und -manager. Er galt als der beste Hamlet-Darsteller des 19. Jahrhunderts.

## Leben
Johnston Forbes-Robertson wurde als ältester von elf Kindern als Sohn des John Forbes-Robertson, einem Theaterkritiker und Journalisten aus Aberdeen, und dessen Frau Frances geboren. Eine seiner Schwestern und zwei seiner Brüder wurden ebenfalls Schauspieler. Die berühmte Schauspielerin Maxine Elliott war seine Schwägerin.
Forbes-Robertson besuchte die unabhängige Schule Charterhouse. Da er ursprünglich bildender Künstler werden wollte, studierte er zunächst drei Jahre an der Royal Academy of Arts bis ihn Samuel Phelps (1804–1878), ein führender Shakespeare-Schauspieler, einlud, zu ihm zu kommen. Die Theaterkarriere begann, als William Gorman Wills ihn bei einer privaten Theateraufführung sah und ihm 1874 eine Rolle als Chastelard in seinem Stück Mary Queen of Scots anbot. Die zahlreichen Engagements führten Forbes-Robertson 1885 auch in die USA, wo er mit Henry Irving arbeitete und zunächst in einer Reihe von Stücken die zweite Hauptrolle spielte, bis er sich als Hamlet-Darsteller etablierte.

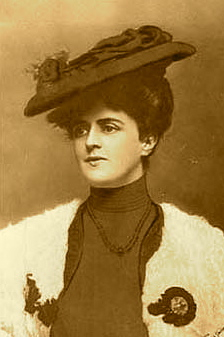
May Gertrud (1874–1950), Schauspielerin und Johnston Forbes-Robertsons Frau.

Forbes-Robertson war verheiratet mit May Gertrud Elliot Dermot (1874–1950). Sie war ebenfalls Schauspielerin und erschien 1895 im Alter von 20 Jahren zum ersten Mal auf der Bühne. 1899 begegneten sich die beiden bei Nat Goodwins englischer Theatertruppe. Ein Jahr später heirateten sie. Von nun an waren sie zusammen auf Tournee, und May spielte Forbes-Robertsons Partnerin in vielen Shakespearestücken, zuletzt bei seiner Abschiedsvorführung 1913 im Londoner Drury Lane Theatre. Allerdings setzte May sich noch nicht zur Ruhe, sondern gastierte in Neuseeland, Australien und Südafrika. Ihre letzte wichtige Rolle hatte sie 1936 als Gertrude in einer Hamlet Produktion im New Yorker Imperial Theatre.
Forbes-Robertson galt als einer der individuellsten und raffiniertesten britischen Schauspieler. Groß und hager, hatte er eine großartige Sprechstimme und eine schöne, elegante Art zu Spielen.
Befreundet war er mit George Sutherland-Leveson-Gower, 5. Duke of Sutherland. Zuletzt produzierte er Stücke von George Bernard Shaw und Jerome K. Jerome.
Aus der Ehe mit Gertrude Elliott gingen folgende Kinder hervor:
- Maxine Frances Mary Forbes-Robertson (* 1901)
- Jean Forbes-Robertson (1905–1962), Schauspielerin
- Chloe Forbes-Robertson (* 1909)
- Diana Forbes-Robertson (1914–1987), Schriftstellerin

Am Wohnhaus von Johnston Forbes-Robertson, Bedford Square 22 in London, befindet sich eine blaue Gedenkplakette, die an ihn erinnert.

## Filmografie
- 1898: Macbeth
- 1913: Hamlet
- 1915: Hamlet
- 1917: Masks and Faces
- 1918: The Passing of the Third Floor Back
- 1938: Kathleen Mavourneen (Uraufführung im Januar 1938)